# Kanton Charolles
Charolles is een kanton van het Franse departement Saône-et-Loire. Het kanton maakt deel uit van de arrondissementen  Charolles (31) en Chalon-sur-Saône (1).

## Gemeenten
Het kanton Charolles omvatte tot 2014 de volgende 13 gemeenten:
- Baron
- Champlecy
- Changy
- Charolles (hoofdplaats)
- Fontenay
- Lugny-lès-Charolles
- Marcilly-la-Gueurce
- Ozolles
- Prizy
- Saint-Julien-de-Civry
- Vaudebarrier
- Vendenesse-lès-Charolles
- Viry

Na de herindeling van de kantons bij decreet van 18 februari 2014, met uitwerking op 22 maart 2015 telde het kanton 33 gemeenten.

Op 1 januari 2016 werden de gemeenten Marizy en Le Rousset samengevoegd tot de fusiegemeente (commune nouvelle) Le Rousset-Marizy.

Sindsdien omvat het kanton volgende 32 gemeenten:
- Ballore
- Baron
- Beaubery
- Champlecy
- Changy
- Charolles
- Colombier-en-Brionnais
- Dyo
- Fontenay
- Grandvaux
- Lugny-lès-Charolles
- Marcilly-la-Gueurce
- Martigny-le-Comte
- Mornay
- Oudry
- Ouroux-sous-le-Bois-Sainte-Marie
- Ozolles
- Palinges
- Pouilloux
- Prizy
- Le Rousset-Marizy
- Saint-Aubin-en-Charollais
- Saint-Bonnet-de-Joux
- Saint-Bonnet-de-Vieille-Vigne
- Saint-Germain-en-Brionnais
- Saint-Julien-de-Civry
- Saint-Romain-sous-Gourdon
- Saint-Vincent-Bragny
- Suin
- Vaudebarrier
- Vendenesse-lès-Charolles
- Viry